# العلاقات الغامبية الفنلندية
العلاقات الغامبية الفنلندية هي العلاقات الثنائية التي تجمع بين غامبيا وفنلندا.

## مقارنة بين البلدين
هذه مقارنة عامة ومرجعية للدولتين:
| وجه المقارنة                                              | غامبيا       | فنلندا                                                                               |
| --------------------------------------------------------- | ------------ | ------------------------------------------------------------------------------------ |
| المساحة (كم2)                                             | 11.30 ألف    | 338.42 ألف                                                                           |
| عدد السكان (نسمة)                                         | 2.10 مليون   | 5.52 مليون                                                                           |
| الكثافة السكانية (ن./كم²)                                 | 185.84       | 16.31                                                                                |
| العاصمة                                                   | بانجول       | هلسنكي                                                                               |
| اللغة الرسمية                                             | لغة إنجليزية | اللغة الفنلندية، اللغة السويدية                                                      |
| العملة                                                    | دالاسي غامبي | يورو، ماركا فنلندية                                                                  |
| الناتج المحلي الإجمالي (بليون دولار)                      | 1.01 مليار   | 251.88 مليار                                                                         |
| الناتج المحلي الإجمالي (تعادل القوة الشرائية) بليون دولار | 3.34 مليار   | 231.84 مليار                                                                         |
| الناتج المحلي الإجمالي الاسمي للفرد دولار أمريكي          | 471          | 42.31 ألف                                                                            |
| الناتج المحلي الإجمالي للفرد دولار أمريكي                 |              | 40.68 ألف                                                                            |
| مؤشر التنمية البشرية                                      | 0.441        | 0.883                                                                                |
| رمز المكالمات الدولي                                      | +220         | +358                                                                                 |
| رمز الإنترنت                                              | .gm          | .fi                                                                                  |
| المنطقة الزمنية                                           | 00           | ت ع م+02:00، ت ع م+03:00، أوروبا/هلسنكي ‏، توقيت شرق أوروبا، توقيت شرق أوروبا الصيفي ‏ |

## منظمات دولية مشتركة
يشترك البلدان في عضوية مجموعة من المنظمات الدولية، منها:
| علم المنظمة | اسم المنظمة                               | تاريخ انضمام غامبيا | تاريخ انضمام فنلندا |
| ----------- | ----------------------------------------- | ------------------- | ------------------- |
|             | مؤسسة التنمية الدولية                     | 18 أكتوبر 1967      | 29 ديسمبر 1960      |
|             | البنك الإفريقي للتنمية                    | ?                   | ?                   |
|             | يونسكو                                    | 1 أغسطس 1973        | 10 أكتوبر 1956      |
|             | مؤسسة التمويل الدولية                     | 19 سبتمبر 1983      | 20 يوليو 1956       |
|             | منظمة حظر الأسلحة الكيميائية              | ?                   | ?                   |
|             | الأمم المتحدة                             | 21 سبتمبر 1965      | 14 ديسمبر 1955      |
|             | الاتحاد الدولي للاتصالات                  | 27 مايو 1974        | 1 سبتمبر 1920       |
|             | منظمة الشرطة الجنائية الدولية             | ?                   | ?                   |
|             | البنك الدولي للإنشاء والتعمير             | 18 أكتوبر 1967      | 14 يناير 1948       |
|             | الاتحاد البريدي العالمي                   | ?                   | ?                   |
|             | المركز الدولي لتسوية المنازعات الاستشارية | 26 يناير 1975       | 8 فبراير 1969       |
|             | وكالة ضمان الاستثمار متعدد الأطراف        | 11 سبتمبر 1992      | 28 ديسمبر 1988      |
|             | منظمة التجارة العالمية                    | ?                   | 1995                |

## وصلات خارجية
- موقع وزارة الخارجية الغامبية
- موقع وزارة الخارجية الفنلندية